# Головин, Пётр Михайлович
Пётр Миха́йлович Голови́н (1826—1886) — генерал-майор, участник русско-турецкой войны 1877—1878 годов.
Родился 10 января 1826 года. Образование получил в Нижегородском кадетском корпусе  (выпуск 1844 года) и Дворянском полку, из которого выпущен 12 августа 1846 года прапорщиком в армейскую пехоту.
В 1867 году произведён в полковники и вскоре был назначен командиром 122-го пехотного Тамбовского полка. С началом в 1877 году русско-турецкой войны Головин выступил с полком на Дунай и 6 июля был одним из первых в эту кампанию награждён орденом св. Георгия 4-й степени
За отличие против Турок при взятии укрепленного г. Никополя, 3 Июля 1877 года.
Затем он отличился в боях под Плевной и 13 декабря был награждён золотой саблей с надписью «За храбрость». 25 апреля 1878 года Головин был произведён в генерал-майоры (со старшинством от 30 августа 1877 года, то есть со дня штурма Плевны). В 1879 году он за отличия во время последней войны получил ордена св. Станислава 1-й степени с мечами и св. Анны 1-й степени с мечами.
По окончании войны Головин командовал 1-й бригадой 31-й пехотной дивизии, в 1883 году награждён орденом св. Владимира 2-й степени.
Скончался 14 марта 1886 года в Санкт-Петербурге, похоронен на Тихвинском кладбище Александро-Невской лавры.
Его братья:
- Василий (?—1886) — генерал-майор, участник русско-турецкой войны 1877—1878 годов.
- Николай (1836—1911) — генерал от инфантерии, член Военного совета.